# Detstvo Bembi
Detstvo Bembi (Детство Бемби) è un film del 1985 diretto da Natal'ja Bondarčuk.

## Trama
Il film racconta di un cervo di nome Bembi, che, dalla nascita, impara a capire il misterioso mondo della foresta. La vita gli sembra bella, finché improvvisamente sua madre muore.